# Bric Bucie
Il Bric Bucie, detto anche Bric Bouchie e Bric Bouchet, è una montagna delle Alpi Cozie alta 2.997 m, che si trova lungo lo spartiacque tra l'Italia e la Francia.

## Caratteristiche

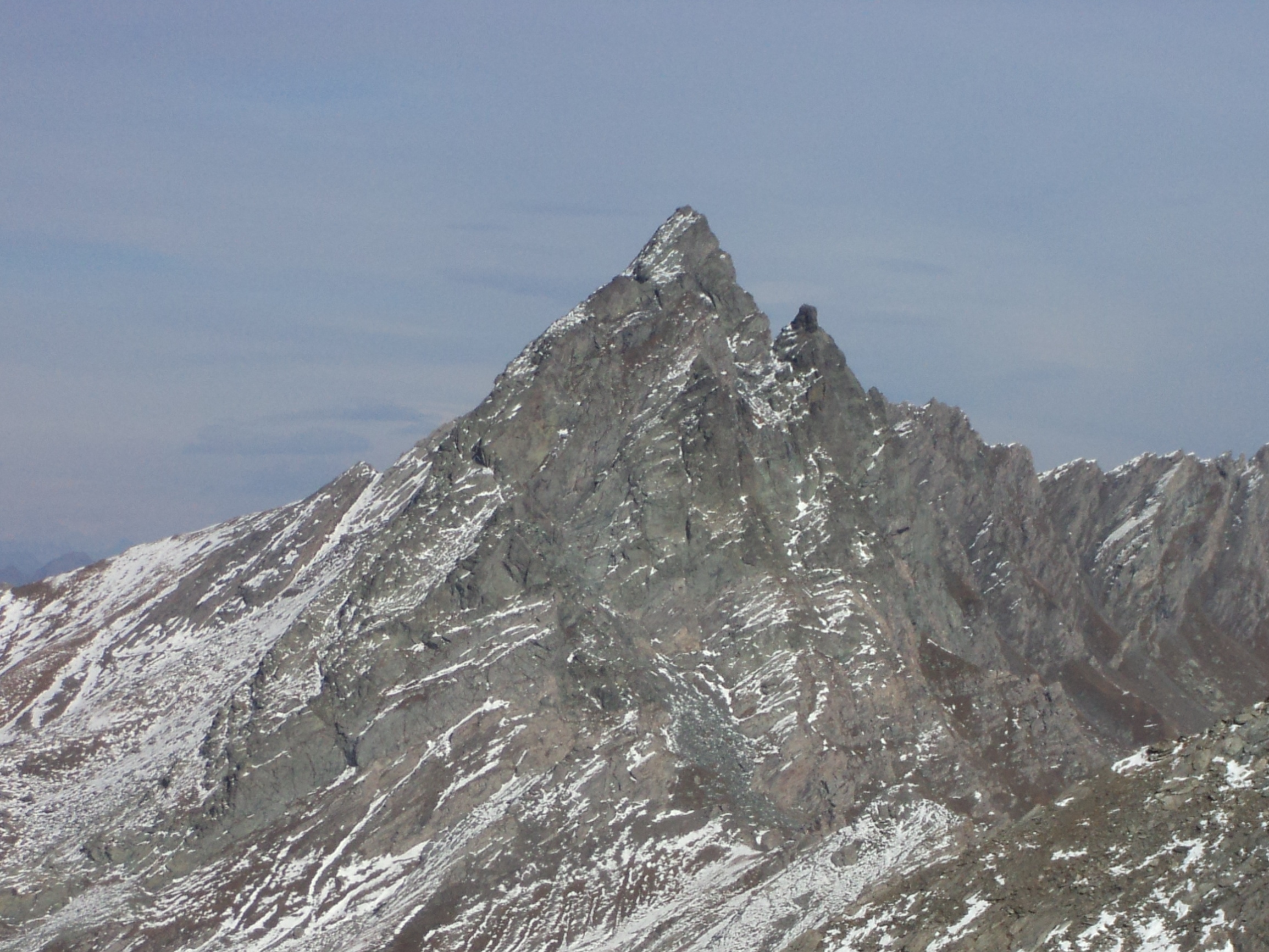
Versante sud della montagna

La montagna si erge sullo spartiacque alpino principale, tra Piemonte e Francia. La vetta è sulla frontiera internazionale; in Italia si trova in provincia di Torino, a cavallo tra la val Germanasca e la val Pellice. Dal versante francese domina invece la valle del Guil nel Queyras, ed è in comune di Abriès.
In corrispondenza della vetta, la dorsale alpina principale ha un brusco cambio di direzione. Orientata circa N/S a meridione della vetta, in corrispondenza di questa piega decisamente verso Ovest, per poi comunque piegare di nuovo verso nord in direzione del Grand Queyron. La vetta è idealmente delimitata dal col Bucie (2630 m) a sud, e dal passo Bucie (2746 m) ad ovest. Una terza dorsale si diparte dalla vetta in direzione est-nord-est, e costituisce l'inizio della dorsale che separa la val Pellice dalla val Germanasca; su questa dorsale, la vetta è idealmente delimitata dal colle detto la Passetta (2880 m).
La montagna è costituita da calcescisti localmente carboniosi, risalenti al Triassico - Giurassico, che appoggiano su un letto di rocce vulcaniche effusive (prasinite ed anfibolite), che localmente affiorano. Si tratta di rocce appartenenti al complesso delle pietre verdi di Gastaldi.

## Ascesa alla vetta

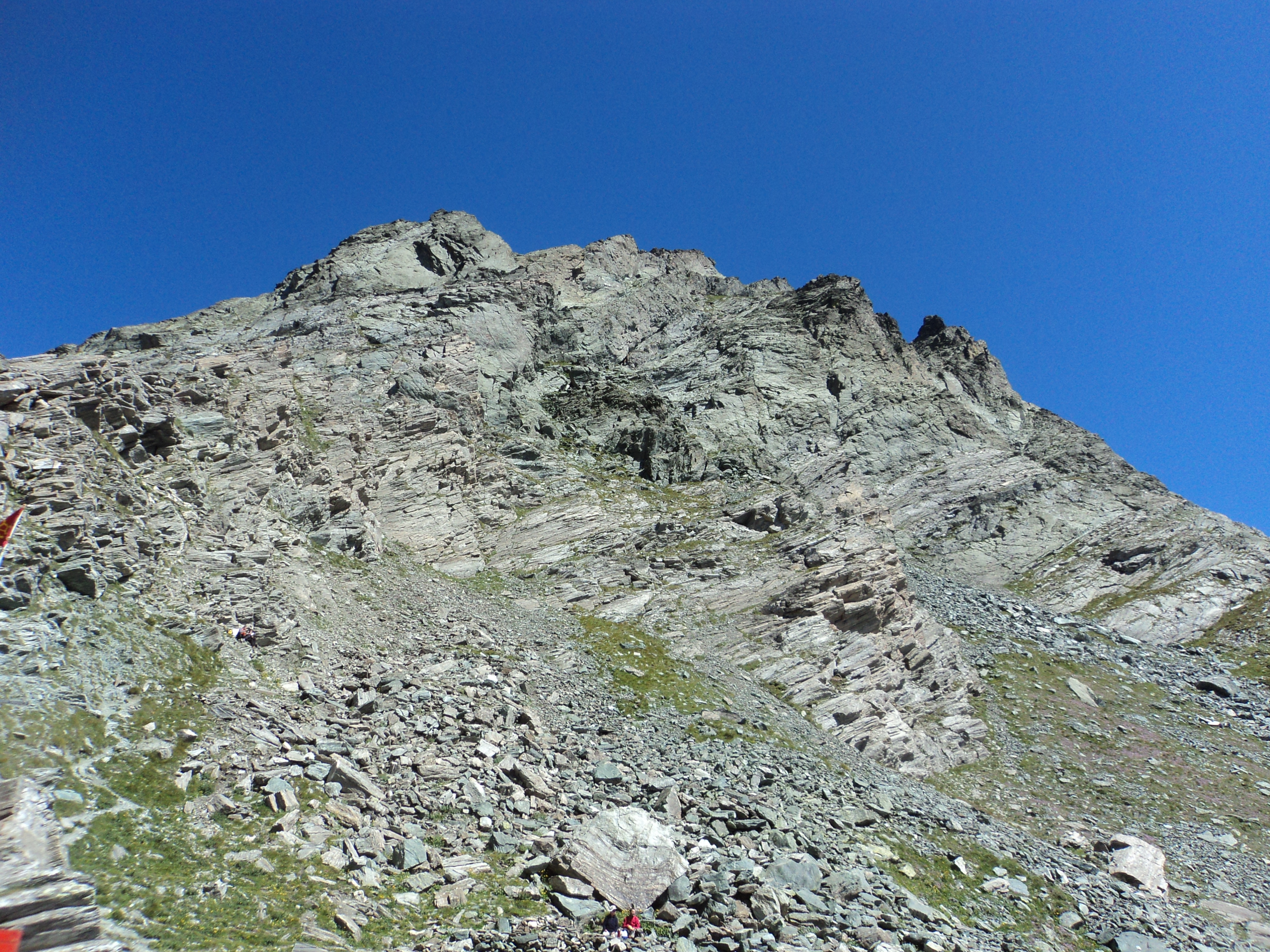
Vista dal bivacco Soardi

La prima ascensione fu effettuata nel 1876 da tre alpinisti torinesi, che salirono dal versante della val Pellice, partendo dal col Bucie. Oggi la montagna presenta due vie normali: una è quella aperta dai primi salitori, l'altra, la più frequentata, si origina invece dalla val Germanasca.
Salendo dalla val Germanasca, ci si appoggia al rifugio Lago Verde, da dove si risale per traccia di sentiero (segnalata) verso la Passetta. Qui giunti, si risale lungo la cresta est-nord-est, sempre per traccia di sentiero, fino alla vetta. In prossimità della vetta, è necessario ricercarsi il passaggio ottimale fra roccette.
Salendo dalla Val Pellice invece si risale dalla frazione Villanova di Bobbio Pellice per il sentiero 121, accessibile dalla strada carrozzabile poco dopo aver superato il divieto d'accesso per le automobili. Da lì, si sale seguendo il sentiero verso la Crosenna, superando l'agriturismo Porziuncolla. Qui la traccia è leggermente meno battuta perché confusa nell'erba un poco più alta, ma comunque ben segnalata da alcuni cartelli dietro le case. Proseguendo, il sentiero 121 si biforca. Continuando a seguirlo si arriva al Col Malaura, mentre prendendo a destra e imboccando il sentiero 2 si punta dritti al colle del Boina. Raggiunto il colle si scende brevemente per poi risalire un'ultima e decisa volta fino al bivacco Soardi, aperto tutto l'anno e nei mesi estivi custodito da volontari CAI. Da qui si risale il canale del versante sud, evitabile in diversi punti per l'installazione di catene che agevolano il passaggio ai suoi lati, evitando così pericolosi scarichi di rocce verso chi, eventualmente, segue. Superati in tutto quattro tratti di catene, per pendii detritici e facili roccette, si raggiunge la vetta. Il percorso presenta passaggi in roccia fino al III grado; i tratti più difficili sono armati, appunto, con catene.
È possibile collegare i due itinerari dal passo Bucie alla Passetta, passando sul versante francese.
Entrambi i percorsi sono già classificati come alpinistici, con grado di difficoltà di F+. È possibile seguire anche altre vie, in particolare con partenza dal rifugio Lago Verde; queste vie hanno difficoltà compresa tra PD e TD.